# Liste des accidents ferroviaires en France en 1926
Pour des articles plus généraux, voir Liste des accidents ferroviaires en France, Liste des accidents ferroviaires en France au XXe siècle et Liste des accidents ferroviaires en France dans les années 1920.
La liste des accidents ferroviaires en France en 1926, est une liste non exhaustive, chronologique par mois.

## Juin
- 20 juin 1926 : À 15 heures 20, une dizaine de kilomètres avant la gare de Saint-Pierre-des-Corps, par suite de la rupture d'un essieu sur sa locomotive, le train Paris-Bordeaux déraille près Vouvray. Le fourgon et les deux premières voitures sont entièrement disloqués. L'accident fera sept morts et une trentaine de blessés[2].

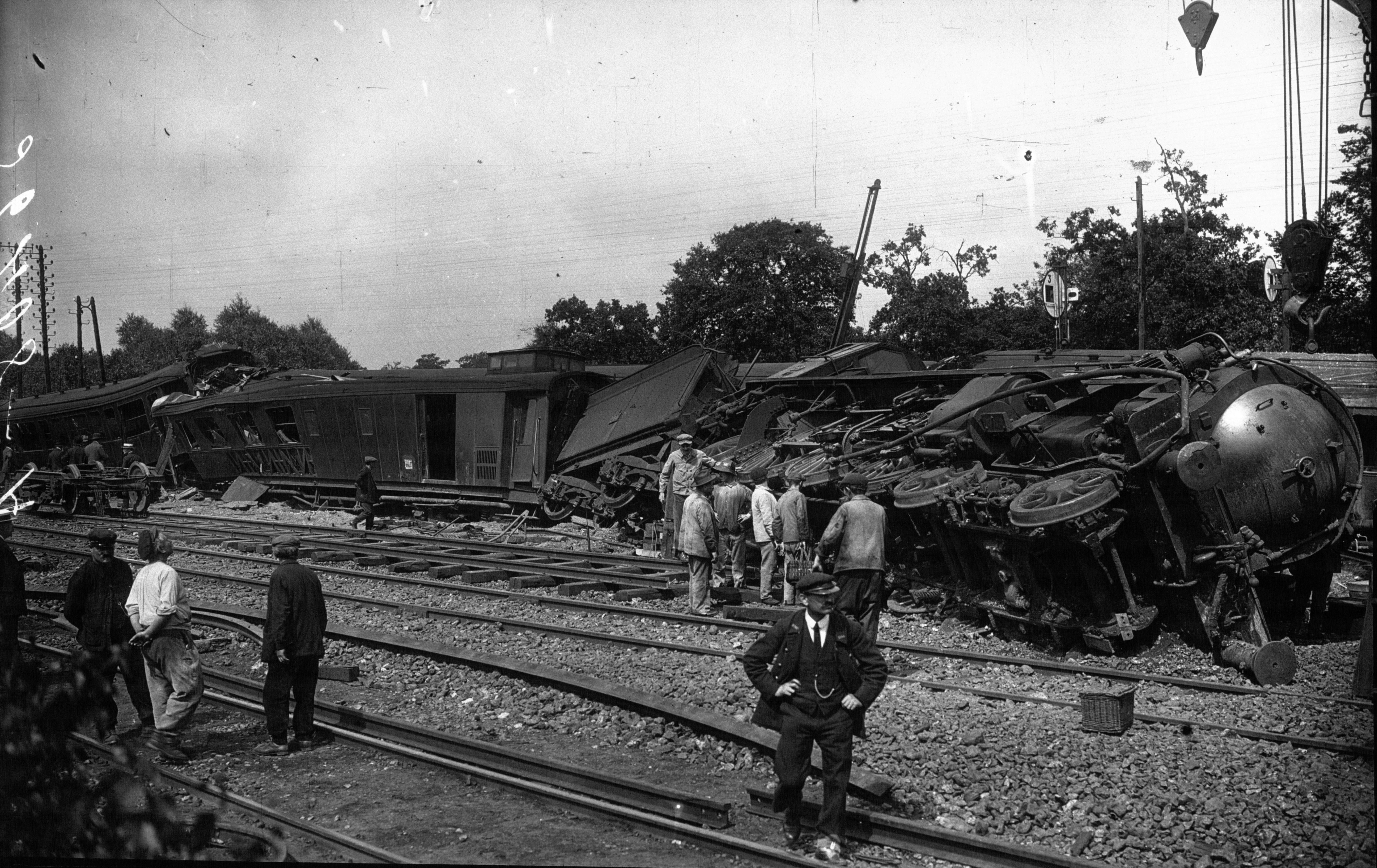
Catastrophe d'Achères du 3 juillet 1926

## Juillet
- 3 juillet 1926 : À la bifurcation des Ambassadeurs, entre Poissy et Achères, à 20 heures 10, au cours d'un violent orage, l'express Le Havre Paris déraille sur l'aiguillage devant l'orienter vers une voie déviée, la voie principale étant en travaux. Les voitures se télescopent et se disloquent. La catastrophe fera dix-huit morts et soixante-sept blessés. On incriminera les conditions atmosphériques, susceptibles ou bien d'avoir perturbé le fonctionnement de la signalisation électrique, ou bien d'avoir nui à sa visibilité par le mécanicien[3].
- 30 juillet 1926 à 4 h 55 à Rosny-sous-Bois (au PK 10790), le train-poste Mulhouse-Paris composé, outre la locomotive et son fourgon, de 6 bureaux ambulants aborde une voie de dérivation à 78 km/h et déraille. Des fourgons postaux disloqués, on tirera quatre morts et dix-sept blessés, tous des ambulants des PTT[4].

## Août
- 15 août 1926 - Vers 23 heures 40, en gare de Paris-Lyon, par suite de l'avarie d'un aiguillage, un train de banlieue venant de Villeneuve-Saint-Georges est pris en écharpe par une rame de matériel vide remontant pour nettoyage vers le chantier de Conflans. La collision fera deux morts et une vingtaine de blessés[5].
- 16 août 1926 - Sur la ligne Tours-Lyon, à 3 heures 50, peu après la gare de Vierzon, cinq voitures de l'express Nantes-Lyon déraillent sur un aiguillage défaillant, et l'une d'elles se couche, tuant un voyageur et en blessant trois autres[6].
- 18 août 1926 - Sur la ligne de Saint-Pierre-du-Vauvray aux Andelys, vers 16 heures 30, un train mixte arrivant en gare des Andelys déraille sur une aiguille mal verrouillée. Les wagons de marchandises écrasent une voiture de voyageurs, faisant un mort et un blessé grave[7].

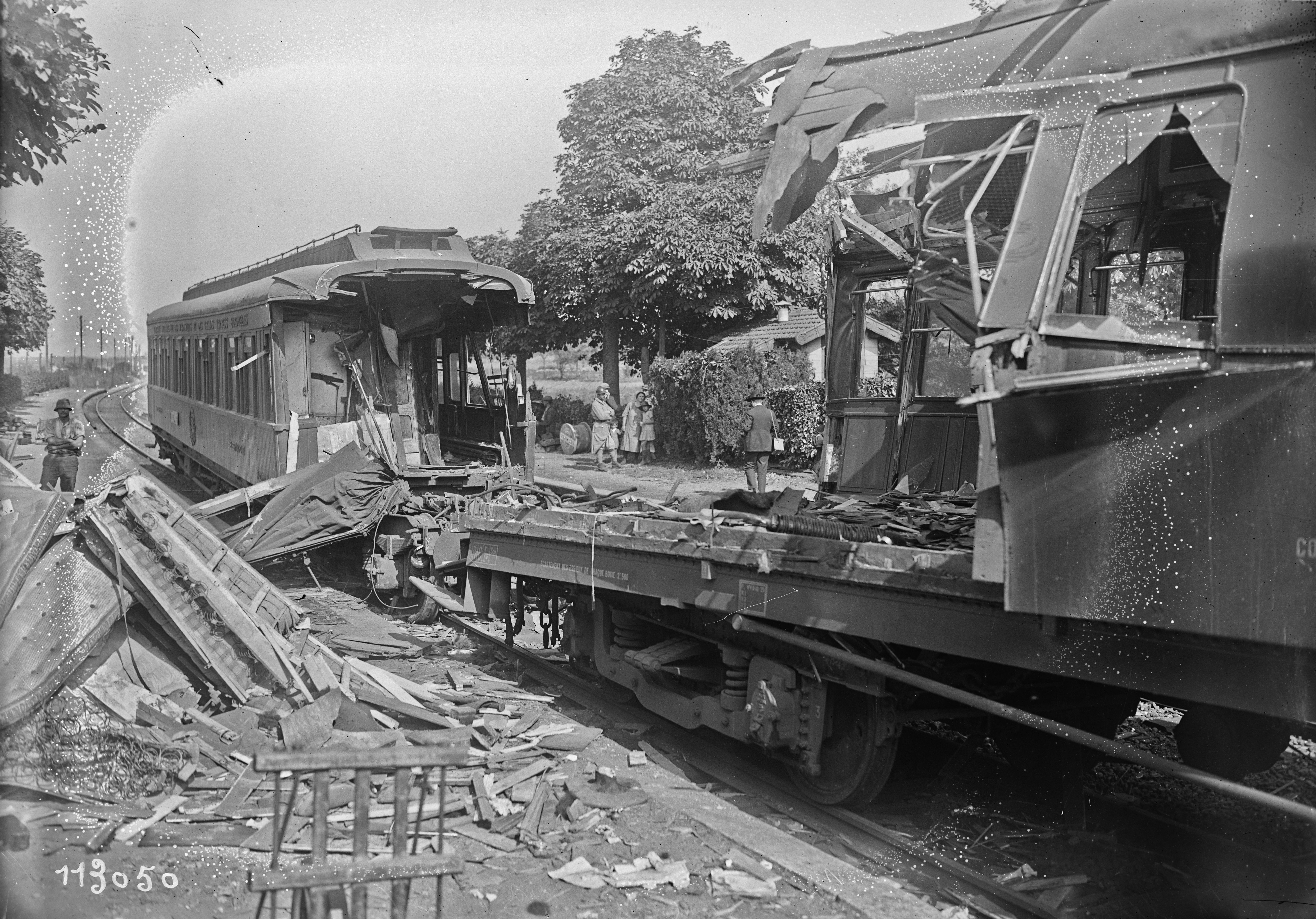
L'accident de Vulaines-sur-Seine le 23/9/1926.

## Septembre
- 23 septembre 1926 - À 5 heures 30, sur la ligne Montereau-Paris par Héricy, l'express Lyon-Paris, dont le mécanicien ne respecte pas le bulletin de marche prudente qui lui a été remis dans une gare précédente, percute à 5 heures 30 trois voitures vides du train Marseille-Paris laissées en stationnement sur la voie principale en gare de Vulaines-sur-Seine à la suite d'une rupture d'attelage. Les deux premières voitures du train tamponneur viennent s'encastrer dans le tender. On dénombrera cinq morts et vingt-trois blessés[8].

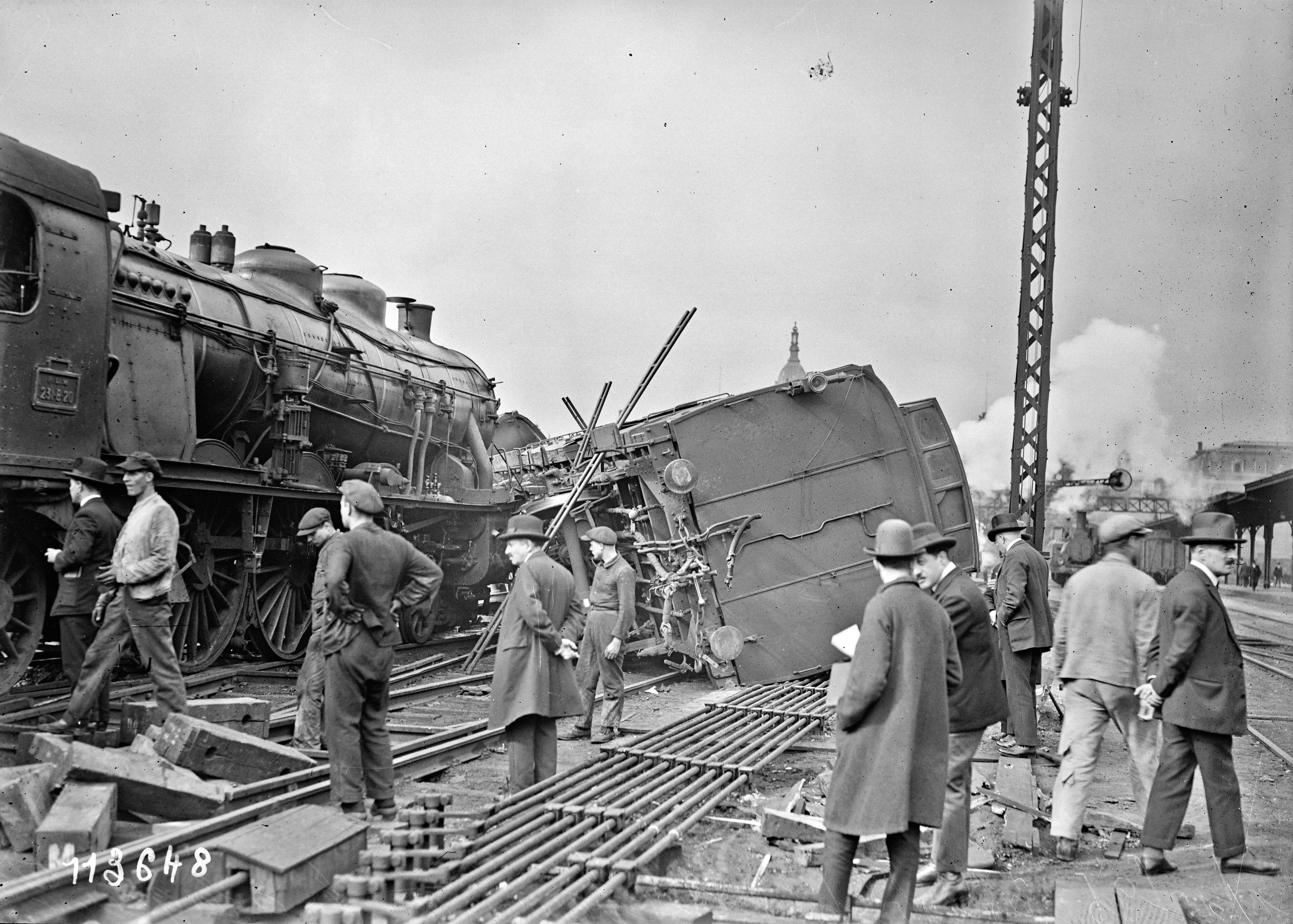
L'accident de chemin de fer à la gare de Lyon le 12/10/1926.

## Octobre
- 12 octobre 1926 - À l'entrée de la gare de Paris-Lyon, à 7 heures, une rupture d'essieu fait dérailler la machine du rapide Lausanne-Paris, qui percute et renverse les deux voitures de queue d'un train de banlieue en provenance de Brunoy roulant sur la voie contiguë. Dans le choc, un banlieusard est tué, vingt-trois sont blessés[9].
- 20 octobre 1926 - À Lumes (Ardennes), à 7 heures, la rupture d'un rail fait dérailler une machine et six wagons, entraînant la mort du chef de train[10].

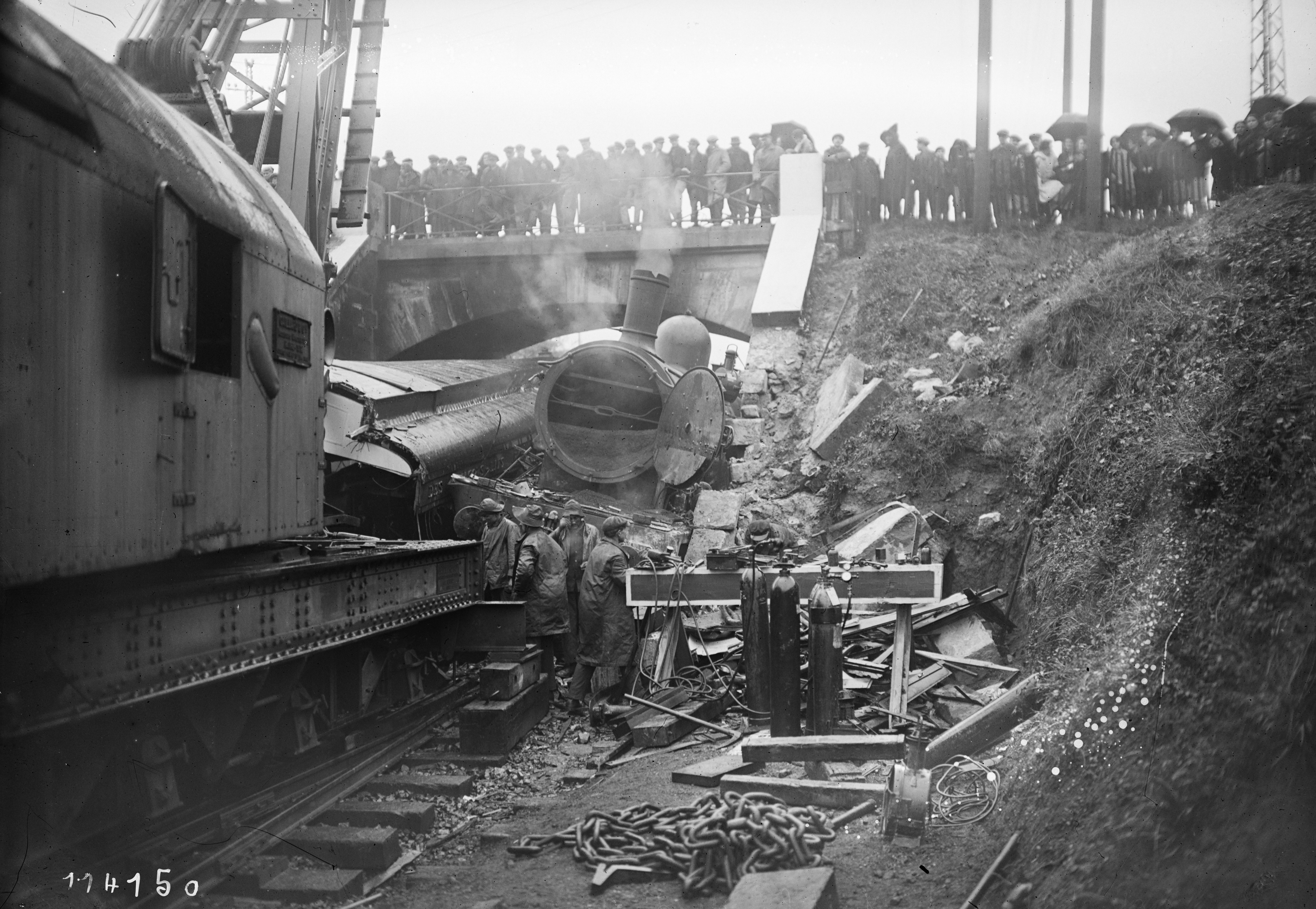
Photographie de l'accident de Liancourt, prise le 30/10/1926.

- 29 octobre 1926 - Sur ligne de Paris-Nord à Lille, à Liancourt (Oise), sur une voie unique temporaire établie à la suite du déraillement d'un wagon, vers 20 heures 15, la locomotive du train Boulogne-Paris prend en écharpe et renverse le wagon-restaurant du train Paris-Lille. L'accident fera un mort et douze blessés[11].
- 29 octobre 1926 - Sur la ligne de Saujon à La Tremblade, l'après midi, à la sortie de la gare de Saujon, un train mixte pour La Tremblade percute un train de ballast arrivant en sens inverse. Le mécanicien est tué, dix voyageurs sont blessés[11].

## Novembre
- 18 novembre 1926 - Vers 20 heures 30, sur la ligne de Colmar à Bollwiller par Ensisheim, par suite d'une erreur d'aiguillage, un train déraille à son entrée en gare de Oberhergheim. La locomotive, le fourgon et la première voiture se renversent. L'accident fait un mort et trois blessés parmi les voyageurs[12].

## Décembre
- 15 décembre 1926 - Sur la ligne de Chatillon-sur-Seine à Dijon du réseau des Chemins de fer départementaux de la Côte-d'Or, un train patine dans une rampe, et repartant en marche arrière, déraille dans la gare de Saint-Seine-l'Abbaye qu'il vient de quitter. L'accident fait un mort et cinq blessés[13].